# Aire d'attraction d'Annecy
L'aire d'attraction d'Annecy est un zonage d'étude défini par l'Insee pour caractériser l’influence de la commune d'Annecy sur les communes environnantes. Publiée en octobre 2020, elle se substitue à l'aire urbaine d'Annecy, qui comportait 59 communes dans le zonage de 2010.

## Définition
L'aire d'attraction d'une ville est composée d’un pôle, défini à partir de critères de population et d’emploi ainsi que d’une couronne constituée des communes dont au moins 15 % des actifs travaillent dans le pôle. Le pôle d’attraction constitue ainsi un point de convergence des déplacements domicile-travail,.

## Géographie
L’aire d'attraction d'Annecy est une aire inter-départementale qui comporte 79 communes : 73 situées dans la Haute-Savoie et 6 dans la Savoie. 

### Carte

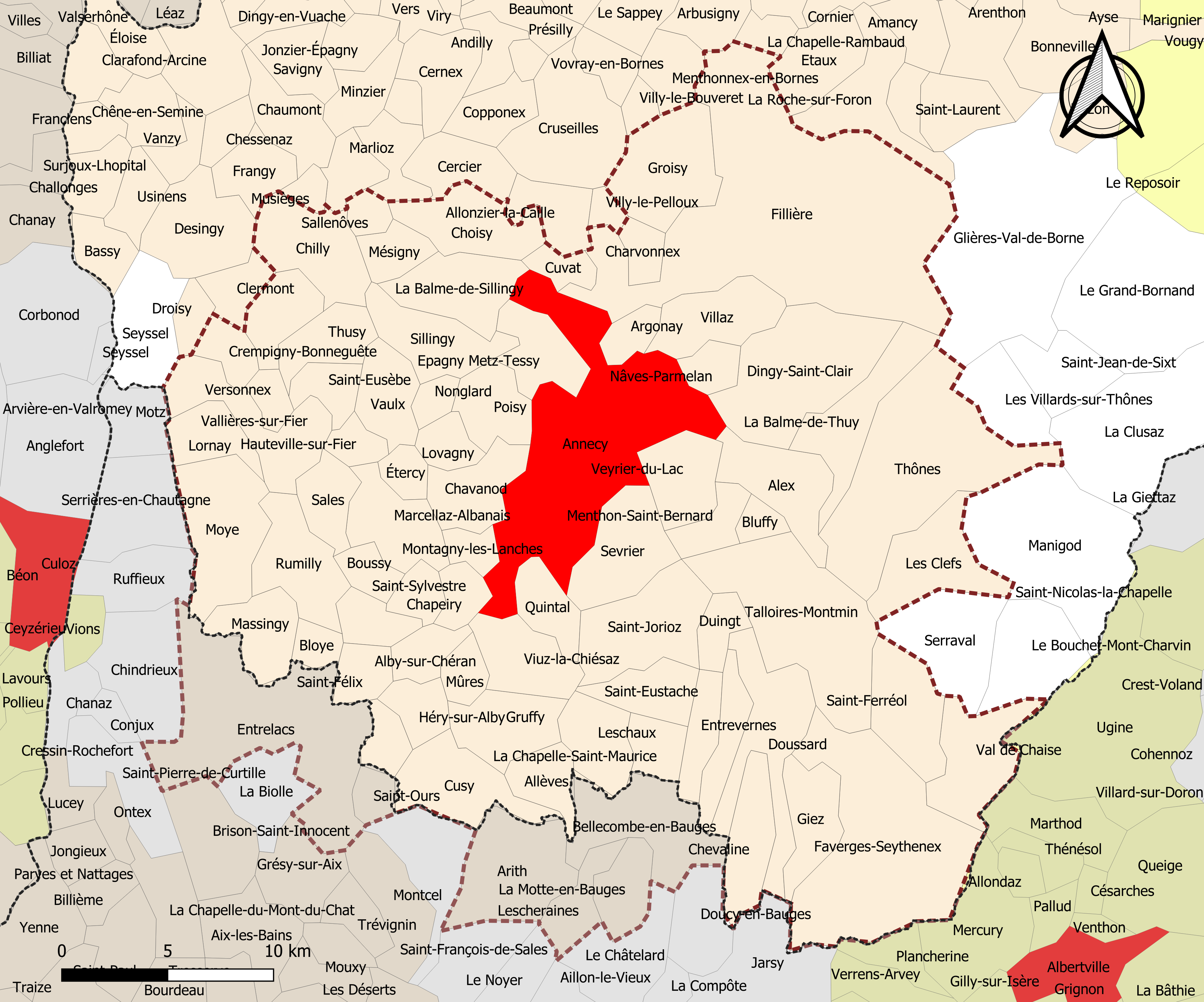
Carte de l'aire d'attraction d'Annecy.
Commune-centre
Commune de la couronne

### Composition communale
| Catégorie               | Département  | Communes | Communes |
| Catégorie               | Département  | Nombre   | Libellé |
| ----------------------- | ------------ | -------- | --- |
| Commune-centre          | Haute-Savoie | 1        | Annecy. |
| Communes de la couronne | Haute-Savoie | 72       | Alby-sur-Chéran, Alex, Allèves, Argonay, La Balme-de-Sillingy, La Balme-de-Thuy, Bloye, Bluffy, Boussy, Chainaz-les-Frasses, La Chapelle-Saint-Maurice, Chapeiry, Charvonnex, Chavanod, Chevaline, Chilly, Choisy, Les Clefs, Crempigny-Bonneguête, Cusy, Cuvat, Dingy-Saint-Clair, Doussard, Duingt, Entrevernes, Epagny Metz-Tessy, Étercy, Faverges-Seythenex, Giez, Groisy, Gruffy, Hauteville-sur-Fier, Héry-sur-Alby, Lathuile, Leschaux, Lornay, Lovagny, Marcellaz-Albanais, Marigny-Saint-Marcel, Val de Chaise, Massingy, Menthon-Saint-Bernard, Menthonnex-sous-Clermont, Mésigny, Montagny-les-Lanches, Moye, Mûres, Nâves-Parmelan, Nonglard, Poisy, Quintal, Rumilly, Saint-Eusèbe, Saint-Eustache, Saint-Félix, Saint-Ferréol, Saint-Jorioz, Saint-Sylvestre, Sales, Sallenôves, Sevrier, Sillingy, Talloires-Montmin, Thônes, Fillière, Thusy, Vallières-sur-Fier, Vaulx, Versonnex, Veyrier-du-Lac, Villaz, Viuz-la-Chiésaz. |
| Communes de la couronne | Savoie       | 6        | Entrelacs, Arith, Bellecombe-en-Bauges, Lescheraines, La Motte-en-Bauges, Saint-Ours. |

## Démographie
Cette aire est catégorisée dans les aires de 200 000 à moins de 700 000 habitants, une catégorie qui regroupe 23,6 % de la population au niveau national,.